# تیران، پادشاه ارمنستان
تیران (ارمنی: Տիրան, حدود ۳۰۰/۳۰۵ – ۳۵۸ میلادی) همچنین به عنوان تیگران هفتم, تیگرانس، دیراننیز شناخته می‌شود، شاهزاده‌ای ارمنی بود که از سال ۳۳۹ تا ۳۵۰ میلادی به عنوان یک پادشاه اشکانی و دست‌نشانده رومی بر ارمنستان بزرگ حکومت کرد. او معاصر و با زندگی سرکیس جنگجو و پسرش، مارتیروس مرتبط بود.

## اصل و نسب
تیران از جمله فرزندان خسرو سوم کوتک و مادری ناشناس، و بنابراین نوه تیرداد سوم، پادشاه ارمنستان و همسرش اشخن بود. او عموی مادری نرسس یکم بود که در آینده جاثلیق ارمنستان شد. نام تیران به افتخار پادشاهان مشهور تیگران از دودمان آرتاشسی نامگذاری شده‌است.